# Strzelectwo na Letnich Igrzyskach Olimpijskich 1920 – trap, drużynowo
Trap drużynowo był jedną z konkurencji strzeleckich na Letnich Igrzyskach Olimpijskich 1920. Zawody odbyły się w dniach 22-23 lipca. W zawodach uczestniczyło 48 zawodników z 8 państw.

## Wyniki
Maksymalna liczba punktów do zdobycia wynosiła 600. Strzały oddawano w 7 turach z odległości 15 metrów (po 10, 10, 15, 15, 20, 20 strzałów). Po pierwszych czterech turach (50 strzałach) odpadły 3 najsłabsze ekipy.
| Pozycja | Państwo           | Zawodnicy | Wyniki  | Wyniki  | Wyniki  | Wyniki  | Wyniki       | Wyniki  | Wyniki  | Wyniki  | Wyniki       |
| Pozycja | Państwo           | Zawodnicy | 1 seria | 2 seria | 3 seria | 4 seria | Po 4 seriach | 5 seria | 6 seria | 7 seria | Łączny wynik |
| ------- | ----------------- | --- | ------- | ------- | ------- | ------- | ------------ | ------- | ------- | ------- | ------------ |
|         | Stany Zjednoczone | Mark Arie Frank Troeh Horace Bonser Forest McNeir Frank Wright Jay Clark                                                                    | 57      | 58      | 79      | 81      | 275          | 113     | 110     | 49      | 547          |
|         | Belgia            | Albert Bosquet Joseph Cogels Émile Dupont Henri Quersin Louis Van Tilt Edouard Feisinger                                                    | 50      | 52      | 79      | 80      | 261          | 100     | 100     | 42      | 503          |
|         | Szwecja           | Erik Lundquist Per Kinde Fredric Landelius Alfred Swahn Karl Richter Erik Sökjer-Petersén                                                   | 56      | 51      | 79      | 74      | 260          | 95      | 101     | 44      | 500          |
| 4       | Wielka Brytania   | Harry Humby William Grosvenor William Ellicott George Whitaker Ernest Pocock Charles Palmer                                                 | 51      | 54      | 73      | 76      | 254          | 89      | 106     | 39      | 488          |
| 5       | Kanada            | George Beattie Samuel Vance William Hamilton James Montgomery James Oliver William McLaren                                                  | 51      | 54      | 76      | 71      | 252          | 99      | 93      | 30      | 474          |
| 6       | Holandia          | Reindert de Favauge Cornelis van der Vliet Pieter Waller Emile Jurgens Franciscus Jurgens Eduardus van Voorst tot Voorst Christiaan Moltzer | 46      | 51      | 65      | 60      | 222          |         |         |         |              |
| 7       | Norwegia          | Oluf Wesmann-Kjær Nordal Lunde Harald Natvig Thorsten Johansen Hans Nordvik Ole Lilloe-Olsen                                                | 40      | 47      | 68      | 55      | 210          |         |         |         |              |
| 7       | Francja           | André Fleury Marcel Lafitte Henri de Castex Augustin Berjat René Texier Jean de Lareinty-Tholozan                                           | 44      | 46      | 65      | 55      | 210          |         |         |         |              |